# Lobophyllia vitiensis
Lobophyllia vitiensis is een rifkoralensoort uit de familie Mussidae. De wetenschappelijke naam van de soort is voor het eerst geldig gepubliceerd in 1877 door Brüggemann.
De soort komt voor in het zuidwestelijke en noordelijke deel van de Indische Oceaan, het Indo-Pacifisch gebied, Zuidoost-Azië, Japan en in de Oost-Chinese Zee, ten oosten en noorden van Australië, in het West- en Centraal-Pacifisch gebied en bij Madagaskar en Palau. Ze staat op de Rode Lijst van de IUCN geklasseerd als 'gevoelig'.